# Michael Roesch
Michael Roesch (* 24. dubna 1974) je filmový režisér, producent a scenárista. Na tvorbě svých filmů se podílel s kolegou, filmařem Peter Scheerer.
Film ho okouzlil už v dětství. Jako dvanáctiletý začal Michael Roesch s natáčením krátkých 8 mm filmů. Během studia na univerzitě pracoval Roesch jako filmový zpravodaj pro různé noviny a časopisy. Později začal spolu se svým kolegou Scheererem úspěšnou kariéru jako scenárista. Pracovali v různých odvětvích filmové produkce. Mezi jejich scenáristická díla patři například House of the Dead 2 a Far Cry.
V roce 2006 režírovali Roesch a Scheerer jejich první společné dílo, thriller o upírech s názvem Brotherhood of Blood, ve kterém, kromě jiných hráli i Victoria Pratt, Sid Haig a Ken Foree. Film měl světovou premiéru na filmovém festivalu v španělském Sitges, v říjnu 2007 (Sitges Film Festival).
V roce 2007 Roesch a Scheerer režírovali Alone in the Dark II, ve kterém hráli Rick Yune, Lance Henriksen a Danny Trejo. Tento film navazuje na film z roku 2005 Alone in the Dark.

## Filmografie
- Prisoners of the sun (2013) (co-producer)
- Bluberella (2011) (associate producer)
- BloodRayne: The Third Reich (2010) (associate producer)
- Alone in the Dark II (2009) (režie, scénář)
- Far Cry (2007) (scénář)
- In the Name of the King: A Dungeon Siege Tale (2007) (associate producent)
- Brotherhood of Blood (2006) (režisér, scenárista)
- BloodRayne (2006) (associate producer)
- House of the Dead 2 (film) (2005) (scenárista)
- Alone in the Dark (2005) (scenárista)
- House of the Dead (2003) (co-executive producent)